# ASRAD-R

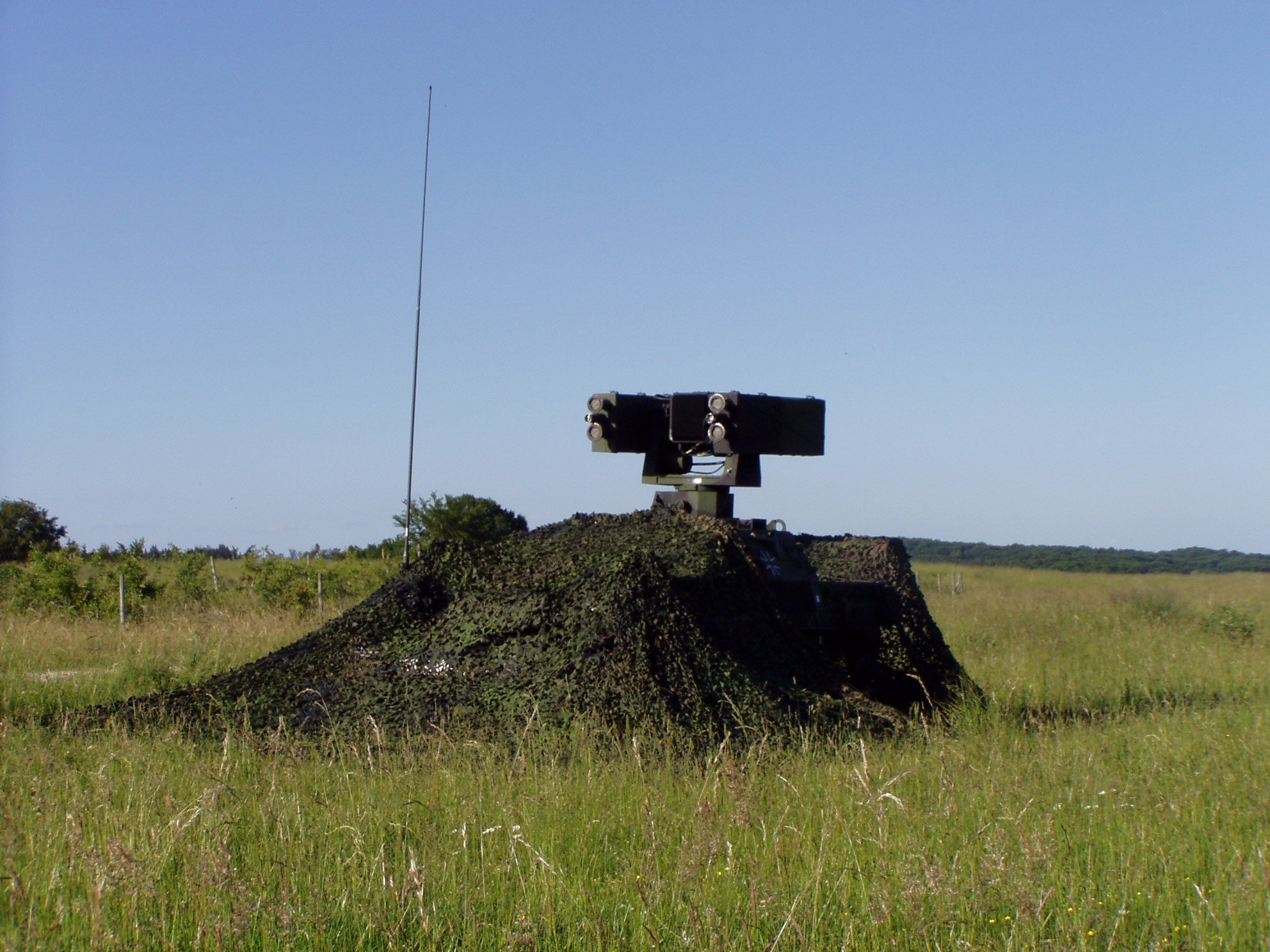
Ozelot

ASRAD-R (Advanced Short Range Air Defence System - RBS) est un système de défense aérienne à courte portée monté sur véhicule, conçu par un effort conjoint germano-suédois entre Rheinmetall et Saab Bofors Dynamics. Le système est modulaire et peut être monté sur presque tous les véhicules à roues ou à chenilles. Il a par exemple été monté sur un véhicule blindé de transport de troupes M113. Une version en station fixe a également été développée.
Normalement, le même véhicule transporte à la fois le radar et les systèmes d'armement principaux du système. Cependant, grâce à la modularité des systèmes, il peut également être livré en configuration fractionnée avec un véhicule transportant le radar et d'autres capteurs et plusieurs autres véhicules transportant les missiles.
Le capteur principal est le radar 3D de recherche aérienne HARD AESA de Saab (anciennement Ericsson Microwave System) avec une portée de 20 km ou une recherche et un suivi infrarouges, selon les spécifications du client. L'effecteur est la dernière version du missile sol-air Saab Bofors Dynamics RBS 70, appelé Bolide. Le missile est à courte portée équipé d'une fusée de proximité très efficace et un faisceau de guidage laser. Il est censé être efficace contre les missiles de croisière.
Chaque unité est équipée de quatre missiles prêts à tirer et d'un viseur optique jour et nuit pour pointer en permanence le faisceau laser vers la cible. Cela signifie que le système utilise le type de guidage SACLOS. Étant donné que le récepteur laser est situé à l'arrière du missile, le système est pratiquement insensible au brouillage, mais la méthode peut être entravée par des conditions atmosphériques et de très faible visibilité.
La Finlande a passé la première commande en août 2002. Les systèmes finlandais sont montés sur Sisu Nasus (quatre unités) et Mercedes-Benz Unimog 5000 L/38 4x4 (12 unités). Chaque batterie dispose également de quatre lanceurs MANPADS RBS 70 avec des missiles Bolide.

## Caractéristiques
- Plafond : 5 000 m
- Portée maxi : 8 000 m
- Poids maxi : 900 kg
- Portée mini : 200 m

## Opérateurs
- Finlande - désignation - ItO 2005. 16 unités montées sur véhicule, certaines unités MANPADS, ce qui équivaut à quatre batteries